# Leila Moreira
Leila Naiara Moreira da Cruz (* 13. Juni 1988) ist eine brasilianische Fußballschiedsrichterassistentin.
Seit 2019 steht sie auf der Liste der FIFA-Schiedsrichter und leitet internationale Fußballpartien. Als Schiedsrichterassistentin wird sie in der Série A, in der Série B, in der Copa do Brasil und in der Copa Libertadores eingesetzt.
2023 wurde sie als Schiedsrichterassistentin für die Weltmeisterschaft 2023 in Australien und Neuseeland nominiert.